# Flak jacket

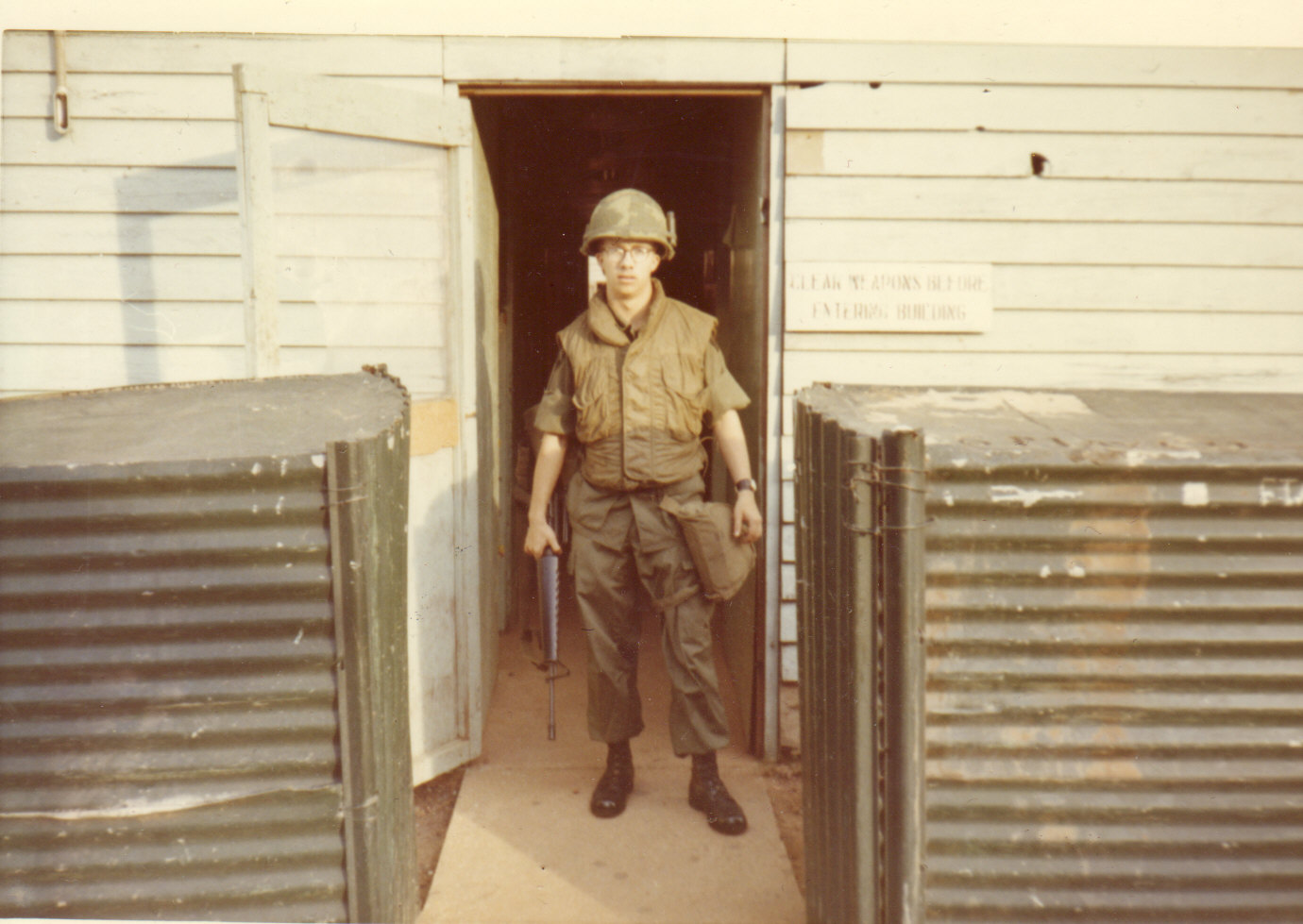
Un soldato dello U.S. Army indossa una flak jacket, durante la Guerra del Vietnam.

Una flak jacket (o    giacca paraschegge) è una forma di armatura progettata per fornire protezione da schegge e frammenti proiettati da ordigni esplosivi ad alto potenziale, come l'artiglieria contraerea ("flak" deriva dal termine tedesco fliegerabwehrkanone, "cannone da difesa contraerea"), bombe a mano, mine antiuomo, alcuni pallettoni usati da fucili a canna liscia ed altri proiettili a bassa velocità. Nonostante questi giubbotti non siano pensati per proteggere contro armi leggere quali pistole e fucili, alcune flak jackets possono reggere a dei colpi d'arma da fuoco, in base alla corazzatura, all'angolazione e alla distanza da cui è stato sparato il proiettile.
Il termine è spesso usato anche per riferirsi alle più recenti corazze per la protezione contro proiettili di arma leggera, ma l'introduzione delle flak jackets precede quella dei più moderni giubbotti antiproiettile, ed i due oggetti non sono equivalenti sul piano delle prestazioni.

## Storia
Dagli albori della storia propriamente detta, vi sono descrizioni di capi di abbigliamento progettati per proteggere chi li indossa da armi da punta. Due tipi di indumenti protettivi della Guerra di secessione americana (anni 1860) erano concettualmente analoghi alla flak jacket o alla corazza balistica odierne, poiché usavano piastre massicce come principale protezione balistica. Il "Soldiers' Bullet Proof Vest" veniva fabbricato dalla G. & D. Cook & Company of New Haven (Connecticut). Consisteva di due pezzi di acciaio infilati nelle tasche di un normale panciotto militare nero. La versione da fanteria pesava 3,5 libbre (1,36 kg) mentre quella da cavalleria ed artiglieria pesava il doppio. Costavano rispettivamente 5 e 7 dollari. La Atwater Armor Company, sempre di New Haven, produceva un tipo di corazza dall'aspetto più medievale. Consisteva di quattro grosse piastre di acciaio attaccate al corpo con grossi ganci sulle spalle ed una cintura attorno alla vita. Il panciotto Atwater era più pesante dei modelli Cook e costava circa il doppio.
Durante la prima guerra mondiale numerosi ufficiali britannici ed americani riconobbero che si sarebbero potute salvare molte vite umane se fosse stata disponibile un'armatura efficace. Si fecero sporadici tentativi di sviluppare armature, e i soldati potevano a titolo personale acquistare o sperimentare protezioni, ma non vennero adottate ufficialmente armature per le truppe. Come avviene tuttora, problemi di peso, costo, disponibilità di materiali e/o stabilità ambientale pregiudicarono lo sviluppo e l'adozione di un'armatura che fosse realmente efficace. Per esempio, si provò su piccola scala un'armatura morbida fatta di seta sulla base di progetti giapponesi, ma questo materiale non resisteva bene in condizioni ambientali avverse.
Il primo tempo uso dell'espressione "flak jacket" si riferisce all'armatura originariamente sviluppata dalla società Wilkinson Sword durante la seconda guerra mondiale per proteggere gli equipaggi Royal Air Force (RAF) dalle schegge di bombe a frammentazione sparate dalla contraerea tedesca (la stessa parola flak è un'abbreviazione della parola composta tedesca Fliegerabwehrkanone, "cannone antiaereo"). L'idea della flak jacket fu suggerita dal colonnello Malcolm C. Grow, medico militare della US Eighth Air Force in Gran Bretagna. Pensava che molte ferite che stava curando si sarebbero potute evitare con qualche tipo di armatura leggera. Nel 1943 fu insignito di Legion of Merit per aver inventato il panciotto flak.
Purtroppo le flak jacket si rivelarono troppo ingombranti da indossare nell'abitacolo del bombardiere ordinario della RAF, l'Avro Lancaster. La Royal Air Force di conseguenza offrì le jacket alle United States Army Air Forces, che le adottarono come Defense Standard. Il Regno Unito quindi fornì alle USAAF 9 600 flak jacket in forza di un lend-lease inverso.
Nella Seconda guerra mondiale flak jacket ed elmetti venivano indossati dal personale US Navy sulle portaerei in battaglia, poiché le navi e specialmente i ponti di volo davano scarsa protezione agli equipaggi. Si riteneva che le jacket proteggessero da schegge e calore.

## Protezione balistica
La richiesta del colonnello Grow alla società Wilkinson Sword era di sviluppare un panciotto in grado di arrestare un colpo calibro .45 sparato da breve distanza. Sebbene le flak jacket offrissero una generica protezione da proiettili di piccolo calibro e da schegge di bomba (cosa apprezzata dagli utilizzatori), in definitiva si dimostrarono meno efficaci dello sperato. In genere oggi le flak jacket sono considerate inferiori ai giubbotti antiproiettile.
Si era affermato che la flak jacket M-1951 (dei tempi della Guerra di Corea) potesse arrestare un colpo di pistola da 90 grani 7,62 × 25 mm Tokarev a bruciapelo. Ma neanche le flak jacket migliorate dell'era del Vietnam erano veramente concepite per fermare una "palla" di AK-47 (7,62 × 39 mm) tirata da breve distanza. Nondimeno, facevano il loro lavoro bloccando schegge di bomba, frammenti di razzo, e pallottole a bassa velocità sparate da una ragionevole distanza.
Soltanto dal 1970 lo U.S. National Institute of Justice, che ora pubblica gli standard di collaudo e prestazioni delle armature, iniziò un programma esplicito per sviluppare armature per il personale di polizia che fossero efficaci nei confronti delle cause comuni di morte o ferite per gli agenti. All'epoca ciò comprendeva i proiettili .38 Special e .22 Long Rifle, in particolare, ed anche i proiettili di armi da fuoco 9 mm, calibro .45 e .32.

## Materiali
Le prime flak jacket consistevano di piastre di acciaio Hadfield cucite in un corpetto realizzato in nylon balistico (materiale elaborato dalla società DuPont); di conseguenza, le flak jacket rappresentavano l'evoluzione dell'armatura a piastre o della brigantina. La prima flak jacket pesava 22 libbre (circa 10 kg).
Durante le guerre di Corea e del Vietnam vi fu un mutamento nella flak jacket, con le piastre di acciaio Hadfield sostituite da altri materiali. I panciotti dello U.S. Army (Body Armor, Fragmentation Protective, Vest M69) pesavano meno di otto libre (3,63 kg) ed erano realizzati con diversi strati di nylon balistico. I panciotti adoperati dagli U.S. Marines (Vest, Armored M-1955) pesavano più di dieci libbre (4,54 kg) ed erano una combinazione di strati di nylon balistico e piastre di vetroresina chiamata Doron. La Doron era fatta di fibre di vetroresina poste in una resina di cellulosa etilica sottoposta ad alta pressione. Il nome derivava da quello dell'allora colonnello Georges F. Doriot, al tempo direttore Military Planning Division, Office of the Quartermaster General.
La generazione di armature sviluppate negli anni 1970 grazie al National Institute of Justice adottava strati di corazzatura morbida nella forma del tessuto DuPont Kevlar, che da allora è divenuto sinonimo di protezione balistica e un termine generale usato per diversi materiali affini (a base di aramide).